# Kidapawan

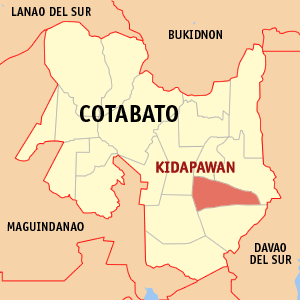
Kidapawans läge i Cotabato

Kidapawan (officiellt City of Kidapawan) är en stad på ön Mindanao i Filippinerna. Den är administrativ huvudort för provinsen Cotabato i regionen SOCCSKSARGEN och har 101 205 invånare (folkräkning 1 maj 2000).
Staden är indelad i 40 smådistrikt, barangayer, varav 38 är klassificerade som landsbygdsdistrikt och endast 2 som tätortsdistrikt.